# Ibn Zamrak
Ibn Zamrak (1333 - 1393) est un bureaucrate et un poète arabo-andalou, Il est généralement considéré comme l'un des plus brillants poètes de l'Alhambra en Al-Andalus.

## Biographie
Né à Grenade, où sa famille s'est installée pour échapper à la reconquista chrétienne, il est remarqué par Ibn al-Khatib. Ibn Zamrak est poète à la cour du sultan Mohammed V al-Ghanî. Disciple d'Ibn al-Khatib, c'est l'un des derniers grands poètes néo-classiques de l'Andalousie. Ses poésies ont été utilisées pour orner les œuvres architecturales réalisées dans le palais de l'Alhambra, en particulier dans la cour des lions, le patio de los arrayanas et la salle de las hermanas,.
Dans ses poésies, il aime décrire la beauté des femmes, mais aussi celle de la nature et en particulier de Grenade.
Lors de la fuite d'Ibn al-Khatib à Fès, il est nommé vizir : on le charge de faire capturer Ibn al-Khatib qui sera étranglé dans une prison de la même ville. Le fils d'Ibn al-Khatib accuse Ibn Zamrak d'être responsable de la mort de son père. À la mort de Mohammed V, Ibn Zamrak est à son tour jeté en prison puis libéré quelque temps plus tard pour reprendre sa fonction de vizir, mais il subit finalement le même sort qu'Ibn al-Khatib, Muhammad VII al-Musta'in l'ayant fait assassiner.